# Joseph Addison
Joseph Addison, angleški esejist, kritik, pesnik in dramatik, * 1. maj 1672, † 17. junij 1719, London.
Je predstavnik avgustovske dobe. Sodeloval je z Richardom Steelom pri moraličnih tednikih. Uvedel je nova merila literarnega okusa in presoje in vzpostavil balado kot literarno obliko. Je avtor klasične tragedije Katon.